# Триъгълна призма
Триъгълната призма е призма, на която с основите са  триъгълници и има три странични стени. Затова е петостен (пентаедър) с 9 ръба и 6 върха, на който страничните стени в общия случай са успоредници с произволни ъгли. Ако те са наклонени към основите, призмата е наклонена. Възможно е едната странична стена на наклонената призма да е правоъгълник, а другите две да са успоредници – когато наклонът е в направление на височината към страната на основата, която е обща с правоъгълника.
Права триъгълна призма е тази, на която всички странични стени са правоъгълници и са перпендикулярни на основите. 
Правилна триъгълна призма е тази, на която основите са равностранни триъгълници. Може да бъде наклонена или права. 
Еднородната триъгълна призма е правилна триъгълна призма с равни ръбове – равностранна триъгълна основа и квадратни страни.
Всички сечения, успоредни на основите, са еднакви триъгълници. Перпендикулярите към страничните стени са в една и съща равнина, която е успоредна на основите при права призма и наклонена към тях при наклонена триъгълна призма.

## Полуправилен (еднороднен) многостен
Правата триъгълна призма е полуправилен многостен или по-общо равномерен многостен, ако основата е правилен триъгълник, а страните са квадрати.
Този полиедър може да се разглежда като пресечен триъгълен осоедър, представен от символа на Шлефли t{2,3}. Може да се разглежда и като директно произведение на триъгълник и сегмент, който е представен като {3}x{}. 
Групата на симетрия на права призма с триъгълна основа е D3h от 12-ти ред. Групата на въртене е D3 от 6-ти ред. Групата на симетрия не съдържа централна симетрия.
Двойственият многостен на триъгълна призма е триъгълна бипирамида. В химията тя се среща под формата на въглеводорода триъгълен призман.

## Обем
Обемът на всяка призма е равен на произведението на площта на основата и разстоянието между основите. В случая, когато основата е триъгълна, просто трябва да се изчисли площта на триъгълника и да се умножи по дължината на призмата:
{\displaystyle V={\frac {1}{2}}bhl},
където {\displaystyle b} е дължината на страната на основата, {\displaystyle h} е височината на триъгълника и {\displaystyle l} е разстоянието между основите (височината на призмата).

## Повърхнина
Околната и пълната повърхнина на триъгълна призма се намират по общите формули за произволна призма, когато основите са триъгълници. Те могат да се получат от формата на разгъната призма, която съдържа 3 успоредника и 2 еднакви триъгълника.

### Наклонена триъгълна призма
Нека {\displaystyle a,b} и {\displaystyle c} са страните на основите, {\displaystyle l} е околният ръб, наклонен под ъгъл {\displaystyle \alpha } към основата, а {\displaystyle d} е височината на околните стени. Околната (странична) повърхнина {\displaystyle S_{c}} е сума от площите на 3 успоредника със страни {\displaystyle a,b} и {\displaystyle c}, които сключват ъгъл {\displaystyle \alpha } с общата им страна {\displaystyle l}. 
Площта на основите {\displaystyle B} е сума от лицата на два еднакви триъгълника и може да се определи по формулата на Херон, а пълната повърхнина {\displaystyle S} е сума от основната и околната повърхнини.
- Околна повърхнина

{\displaystyle S_{c}=(a+b+c)d} или
{\displaystyle S_{c}=l(a+b+c)\sin {\alpha }}
- Основна повърхнина

{\displaystyle B=2{\sqrt {p(p-a)(p-b)(p-c)}}},
където {\displaystyle p={\frac {a+b+c}{2}}} е полупериметърът на триъгълника.
- Пълна повърхнина

{\displaystyle S=(a+b+c)d+2{\sqrt {p(p-a)(p-b)(p-c)}}} или
{\displaystyle S=l(a+b+c)\sin {\alpha }+2{\sqrt {p(p-a)(p-b)(p-c)}}}.

### Права триъгълна призма
При правата призма околният ръб е перпендикулярен на основата (α=90°) и съвпада с височината на страничната стена {\displaystyle l=d}.
- Околна повърхнина

{\displaystyle S_{c}=(a+b+c)l}
- Основна повърхнина

{\displaystyle B=2{\sqrt {p(p-a)(p-b)(p-c)}}}
- Пълна повърхнина

{\displaystyle S=(a+b+c)l+2{\sqrt {p(p-a)(p-b)(p-c)}}}.

### Правилна триъгълна призма
Основните ръбове са равни {\displaystyle a=b=c}.
| - Околна повърхнина {\displaystyle S_{c}=3ad} или {\displaystyle S_{c}=3al\sin {\alpha }} - Основна повърхнина {\displaystyle S_{c}=a^{2}{\sqrt {3}}} - Пълна повърхнина {\displaystyle S=3ad+a^{2}{\sqrt {3}}} или {\displaystyle S=3al\sin {\alpha }+a^{2}{\sqrt {3}}}. | - Околна повърхнина {\displaystyle S_{c}=3al} - Основна повърхнина {\displaystyle S_{c}=a^{2}{\sqrt {3}}} - Пълна повърхнина {\displaystyle S=3al+a^{2}{\sqrt {3}}}. |

### Еднородна триъгълна призма
Всички ръбове са равни {\displaystyle a=b=c=l}.
- Околна повърхнина

{\displaystyle S_{c}=3a^{2}}
- Основна повърхнина

{\displaystyle S_{c}=a^{2}{\sqrt {3}}}
- Пълна повърхнина

{\displaystyle S=(3+{\sqrt {3}})a^{2}}.

## Пресечена триъгълна призма
Пресечената права триъгълна призма има пресечена триъгълна повърхност под наклонен ъгъл. 
Обемът на пресечена триъгълна призма с основна площ {\displaystyle B} и три височини {\displaystyle h1,h2} и {\displaystyle h3} се определя по формулата 
{\displaystyle V={\frac {B(h_{1}+h_{2}+h_{3})}{3}}.}
Има пълна D2h симетрия на сеченията на триъгълна призма без създаване на нови върхове (пресичането на ръбове не се счита за нов връх). Получените многостени имат с 6 стени равнобедрени триъгълници: един многостен, запазващ оригиналните горни и долни триъгълници, и един, запазващ оригиналните квадрати. Двете симетрии на сечението C3v имат един основен триъгълник, 3 странични самопресичащи се квадрата и 3 равнобедрени триъгълника.
| Оригинал      | Сечение          | Сечение          | Сечение                  | Сечение                  |
| Симметрия D3h | Симметрия D3h    | Симметрия D3h    | Симметрия C3v            | Симметрия C3v            |
| ------------- | ---------------- | ---------------- | ------------------------ | ------------------------ |
|               |                  |                  |                          |                          |
| 2 {3} 3 {4}   | 3 {4} 6 () v { } | 2 {3} 6 () v { } | 1 {3} 3 t'{2} 6 () v { } | 1 {3} 3 t'{2} 3 () v { } |

## Свързани многостени и пана
| - Триъгълна купола - Квадратна купола - Петоъгълна купола - Шестоъгълна купола (плоска) - Куб - Петоъгълна призма - Шестоъгълна призма - Седмоъгълна призма - Осмоъгълна призма - Деветоъгълна призма - Десетоъгълна призма - Единадесетоъгълна призма - Дванадесетоъгълна призма | - Съединение от четири триъгълни призми (хирално) - Съединение от осем триъгълни призми - Съединение от десет триъгълни призми (хирално) - Съединение от двадесет триъгълни призми - завъртяноудължена четиристеноосмостенна пита - удължена четиристеноосмостенна пита - завъртяна триъгълна призматична пита - скосена квадратна призматична пита - триъгълна призматична пита - тришестоъгълна призматична пита - пресечена шестоъгълна призматична пита - четиритришестоъгълна призматична пита - скосено шестоъгълна призматична пита (хирална) - удължена триъгълна призматична пита |